# 大月短期大学
大月短期大学（おおつきたんきだいがく、英語: Ohtsuki City College）は、山梨県大月市御太刀1-16-2に本部を置く日本の公立短期大学。1955年創立、1955年大学設置。大学の略称は月短（つきたん）。

## 概観

### 大学全体
- 山梨県大月市に所在する日本の公立短期大学で、設置主体は大月市。
- 1学科で入学定員100名体制で1955年に開学[1][2]。当初から経済科のみの単科短大で、そのあとは二度にわたる入学定員増により、200名となっている。

### 教育および研究
- 大月短期大学には経済科が設置されており、経済系大学への進学、管理・事務職および営業・販売職のそれぞれを希望する学生に向けたカリキュラムモデルを設定している。

### 学風および特色
- 大月短期大学は全国でも数少ない公立短大で、運営主体は開学前の1954年に市制施行した大月市である。開学当初は、入学志願者が少なく財政的にも困難を極め、1961年母体である同市が地方財政再建特別措置法の適用を受けるに至ったがその後は、財政状態が好転しさらに入学志願者も増加していったことで経営も持ち直すようになった[3]。現在では大学への編入学者が多く、2009年度卒業生は延べ82人が編入学試験に合格した。学費が安いため私立大学を辞退して入学する人もいる。もともとは男子学生の割合が多かったが、時代の流れとともに変化がみられ女子学生の方が多くなっている。

## 沿革
- 1955年
  - 2月1日 左記を以て文部省[注 1]より短期大学の設置が認可される[4]。
  - 4月1日 大月短期大学が以下の学科体制にて開学する。
    - 経済科 入学定員100名
- 1980年
  - 4月1日 入学定員100→150名に増員[5]。
  - 5月1日 学生数 353[注 2][6]/定員250
- 1992年
  - 4月1日 入学定員を200名に増員[7]。
  - 5月1日 学生数 445[注 3][8]/定員350
- 2014年
  - 1月 平成26年度大学入試センター試験参加短期大学の1校となる[9]。
- 2015年
  - 1月 平成27年度大学入試センター試験参加短期大学の1校となる[10]。
- 2016年
  - 1月 平成28年度大学入試センター試験参加短期大学の1校となる[11]。

## 基礎データ

### 所在地

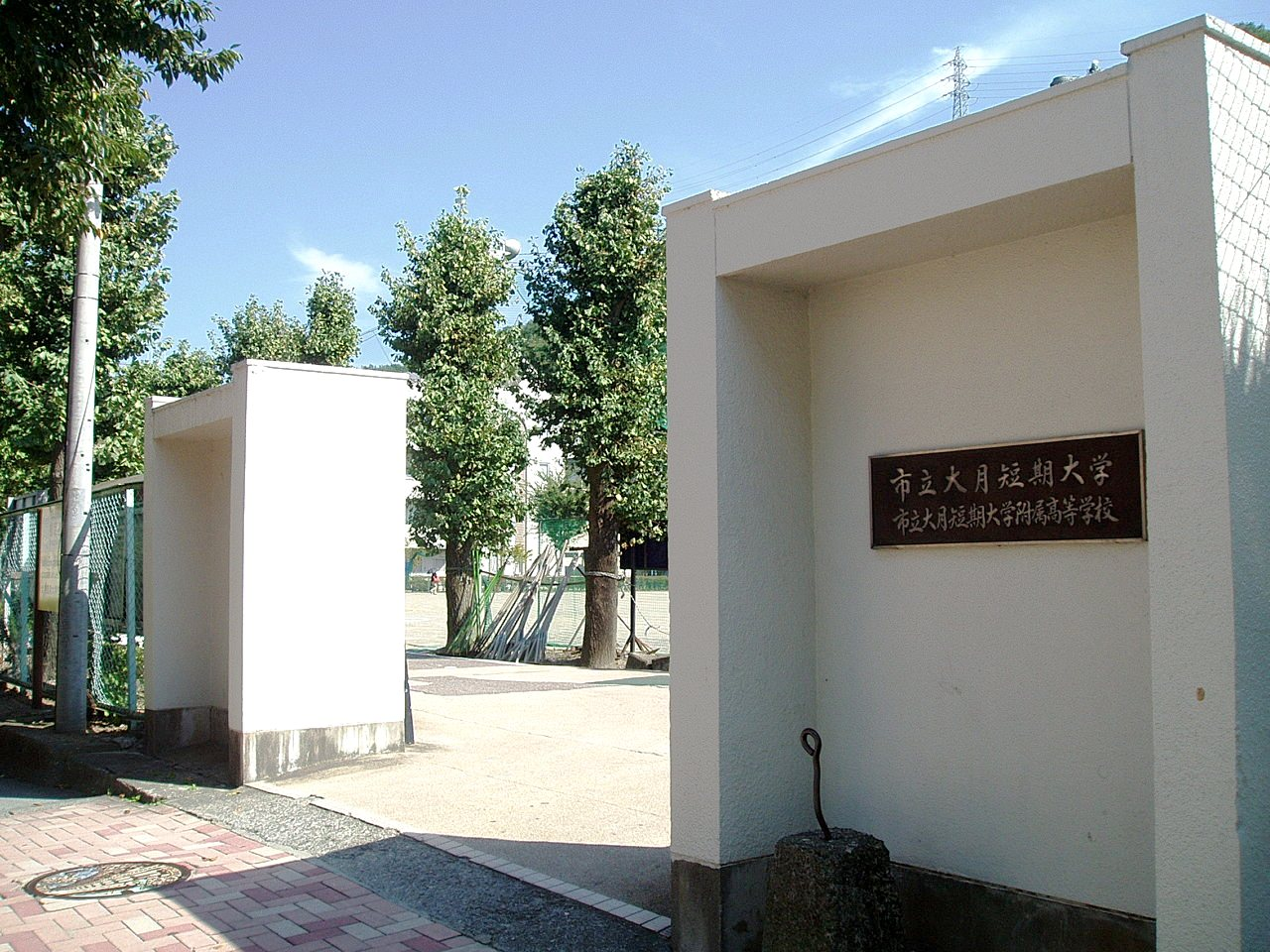
正門

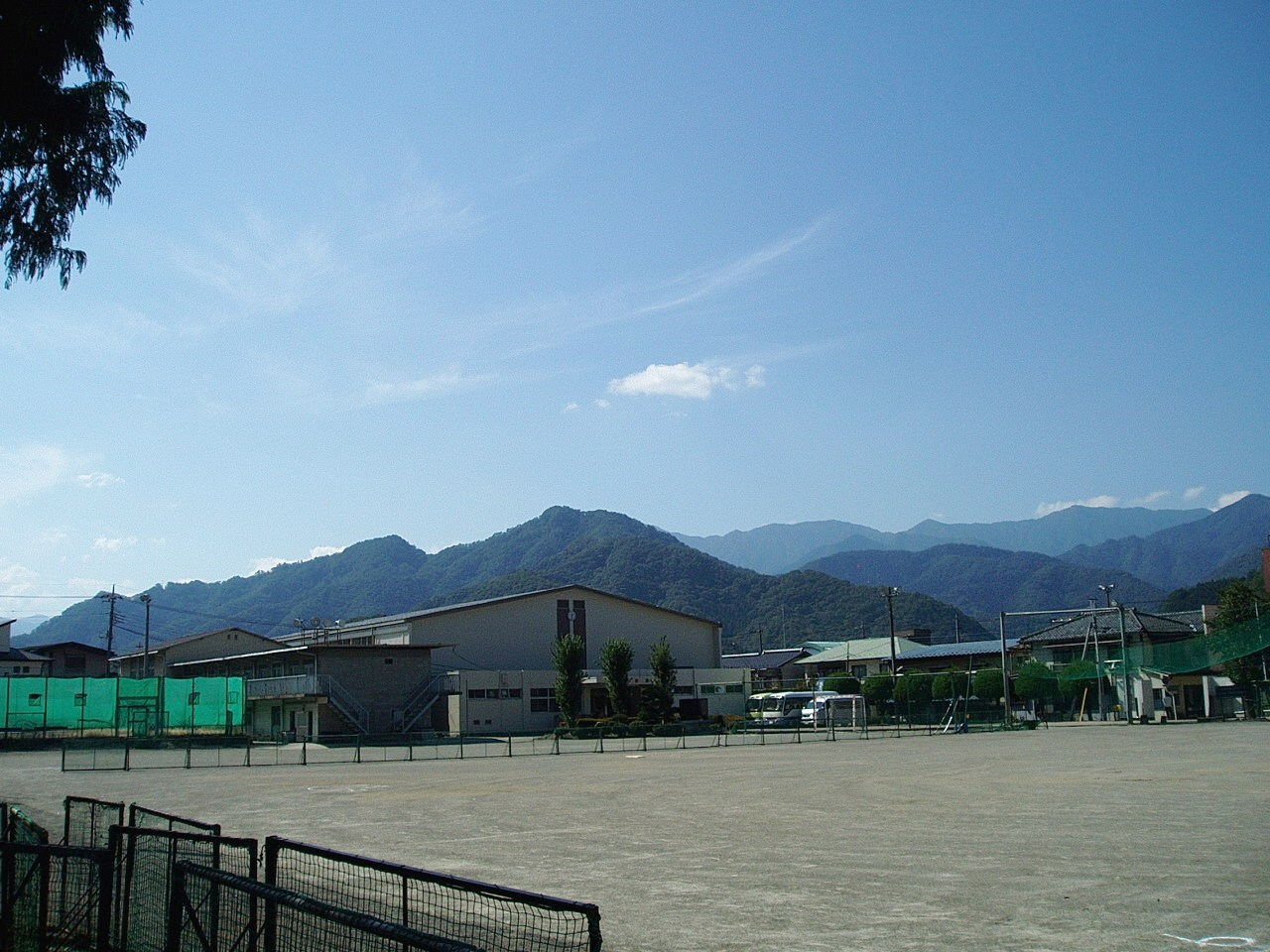
運動場

- 山梨県大月市御太刀1-16-2

## 教育および研究

### 組織

#### 学科
- 経済科 (経済コース・地域政策コース・経営コース・会計ファイナンスコース)

#### 専攻科
- なし

#### 別科
- なし

#### 取得資格について
- 中学校教諭二種免許状（社会）が設置されていた[12]。当初は職業[13]。

#### 附属機関
- 図書館

## 学生生活

### 部活動・クラブ活動・サークル活動
- 大月短期大学にはサークル活動があり、一例として以下のものがある。
  - 体育系：バスケットボール・バレーボール・バドミントン・卓球・軟式野球・テニス・フットサル・アジア式応援 ほか
  - 文化系：軽音楽・編入ほか

・特にアジア式応援サークルは地域貢献の一環として、2018年より活動している。大月市内のクラブチームや、山梨簿記学院リーガステラ1部に所属するフットサルサークルの応援に毎試合駆けつけ、応援活動を行っている。
「アジア式」とは初代応援団長が名付けた「現代式の応援スタイル」であり、日本のプロ野球や、柏レイソル、台湾野球の応援等から影響を受けている。

### 学園祭
- 大月短期大学の学園祭は毎年、12月頃に行なわれている。「ダンスの舞台」や「ロックのライブ」が行われたりする。

### 体育祭
- 学生自治会主催の体育祭が7月頃に行われている。

## 大学関係者と組織

### 大学関係者一覧
歴代学長
- 多田基 - 経済学
- 堀江忠男 - 経済学（ベルリンオリンピック日本代表）

#### 元教員
- 片岡泰彦 - 元教授・会計学
- 小山常実 - 元教授・日本教育史・日本憲法史（新しい歴史教科書をつくる会理事）
- 大門正克 - 元講師・日本近現代経済史
- 本間勝喜 - 元講師・日本近世史・農村史
- 池享 - 元講師・日本中近世史
- 大友敏明 - 元講師・経済史
- 草間秀樹 - 元講師・商法

## 施設

### キャンパス
- 交通アクセス：JR中央本線・富士山麓電気鉄道富士急行線大月駅下車。

### 学生食堂
- 存在しない。

## 社会との関わり
- 地域をフィールドにした活動に力を入れている。「地域づくりゼミナール」がある。ほか、地元、中学生に対する学習サポートや学生による読書喫茶店の経営もなされている[15]。

## 卒業後の進路について
- 年度により多少の変動はあるものの、卒業者数の半数前後が就職している。4年制大学に編入・進学する学生もいる。

## 附属学校
- 大月短期大学附属高等学校 - 同一敷地内に過去にあった。